# Хаптагай (село)
Хаптагай (рос. Хаптагай) — село у Мегіно-Кангалаському улусі Республіки Сахи Російської Федерації.
Населення становить 1034 особи. Орган місцевого самоврядування — Хаптагайський наслег.

## Географія

### Клімат
| Клімат Хаптагая           | Клімат Хаптагая | Клімат Хаптагая | Клімат Хаптагая | Клімат Хаптагая | Клімат Хаптагая | Клімат Хаптагая | Клімат Хаптагая | Клімат Хаптагая | Клімат Хаптагая | Клімат Хаптагая | Клімат Хаптагая | Клімат Хаптагая | Клімат Хаптагая |
| Показник                  | Січ.            | Лют.            | Бер.            | Квіт.           | Трав.           | Черв.           | Лип.            | Серп.           | Вер.            | Жовт.           | Лист.           | Груд.           | Рік             |
| Середній максимум, °C     | −36,9           | −29,3           | −13,4           | 0,9             | 12,8            | 22,4            | 25,6            | 21,6            | 11,7            | −3,5            | −24,1           | −34,8           | −3              |
| Середня температура, °C   | −40,7           | −35             | −21,5           | −6,3            | 6,4             | 15,4            | 18,7            | 15,0            | 6,1             | −8,2            | −28,7           | −38,6           | −9              |
| Середній мінімум, °C      | −44,4           | −40,7           | −29,6           | −13,5           | 0,1             | 8,4             | 11,8            | 8,4             | 0,5             | −12,9           | −33,3           | −42,4           | −15             |
| Норма опадів, мм          | 10              | 8               | 6               | 10              | 19              | 39              | 41              | 38              | 31              | 21              | 16              | 13              | 252             |
| ------------------------- | --------------- | --------------- | --------------- | --------------- | --------------- | --------------- | --------------- | --------------- | --------------- | --------------- | --------------- | --------------- | --------------- |
| Джерело: climate-data.org |                 |                 |                 |                 |                 |                 |                 |                 |                 |                 |                 |                 |                 |

## Історія
Згідно із законом від 30 листопада 2004 року органом місцевого самоврядування є Хаптагайський наслег.

## Населення
| 2002  | 2010  | 2012  | 2013 | 2014 | 2015 | 2016  |
| ----- | ----- | ----- | ---- | ---- | ---- | ----- |
| 1014  | ↘1004 | →1004 | ↘999 | ↘996 | ↗999 | ↗1010 |
| 2017  | 2018  |       |      |      |      |       |
| ↗1023 | ↗1034 |       |      |      |      |       |